# Martin Strömbergsson
Ulf Martin Strömbergsson, född 1 april 1977, är en svensk fotbollsdomare. Hans bror, Markus Strömbergsson, är också en fotbollsdomare.
Strömbergsson debuterade som förbundsdomare 1997. Han är FIFA-domare sedan 2011. Strömbergsson har dömt över 100 matcher i Allsvenskan och över 50 internationella matcher.